# 庫德里亞夫卡
47°24′47″N 30°50′42″E / 47.41306°N 30.84500°E
庫德里亞夫卡（烏克蘭語：Кудрявка）是位於烏克蘭西南部的村莊，由敖德萨州贝雷济夫卡区的貝雷濟夫卡市鎮負責管轄。該村始建於1850年，面積1.26平方公里，海拔高度116米，2001年人口271，人口密度每平方公里215.76人。